# Haiducii
Паула Митраке (рум. Paula Mitrache, родилась 14 июня 1971 в Бухаресте), также известная под псевдонимом Haiducii — румынская и итальянская певица, модель и актриса; известная благодаря выпущенной в 2004 году кавер-версии на песню «Dragostea Din Tei» группы O-Zone, которая привела к судебной тяжбе за нарушение авторских прав, проигранной певицей. Кавер-версия достигла 1-го места в радиочартах Австрии, Италии, Португалии и Швеции, а также попала в Топ-10 чартов других стран; диск получил статус золотого и платинового в нескольких странах. В конце 2004—2005 годов Haiducii выпустила кавер на песню «Мне с тобою хорошо» группы «Руки вверх» и песню «More 'N' More (I Love You)», которые заняли 5-е и 8-е место в чарте Италии. Дебютный альбом певицы «Paula Mitrache in Haiducii» вышел в 2008 году.

## Биография
В возрасте около 20 лет Паула переехала из Румынии в итальянский Джовинаццо. После небольшой карьеры телеведущей на румынском телевидении она начала музыкальную карьеру с песни «Believe In Me», которую для неё написали Бруно Сантори и Роберто Баттини и которую выпустил на виниле лейбл Exe Records. В ноябре 2003 года лейблом Universo была выпущена кавер-версия песни «Dragostea Din Tei» группы O-Zone, которая отличалась более сильным танцевальным влиянием: в сингле, вышедшем в начале 2004 года, присутствовали несколько ремиксов таких ди-джеев, как Gabry Ponte, DJ Ross и Europa XL.
Через две недели после выпуска сингла число его продаж превысило 1 млн. экземпляров в Европе, а сам он долго ещё оставался в топ-10 в чартах Италии и даже попал на вершины хит-парадов в нескольких странах за пределами Европы. На стороне B сингла была композиция «Spring». На фестивале в Сан-Ремо в 2004 году Haiducii выступила в качестве приглашённого исполнителя.
Летом 2004 года Haiducii выступила на концерте NRJ in the Park в Берлине с песней «Maria Maria», а также выпустила кавер-версию на песню «Мне с тобою хорошо» группы «Руки вверх» (записана на русском) и её английскую версию «Don't Get Too Mad at Me» (на обе версии были сделаны по два ремикса). В 2005 году выпустила песню «I Need a Boyfriend» в жанре латино-поп с цыганскими и этническими мотивами, на неё снял клип Лука Томмассини; в том же году вышел сингл «More 'n' More (I Love You)» с ремиксами Provenzano DJ и Promise Land. В 2007 году Haiducii выпустила новый сингл «Boom Boom» в более мягком стиле, а в 2008 году и сольный альбом «Paula Mitrache in Haiducii».
Помимо музыки, Haiducii занимается деятельностью в поддержку культуры румынской общины в Италии; в Бари ею была основана ассоциация «Dacia Nicolaiana», предпринимающая различные культурные и социальные инициативы в поддержку терпимости и мировых ценностей. В 2008 году назначена советником мэра Бари по связям с румынской общиной, с марта 2009 года занимала аналогичную должность и губернатору провинции Бари. В сентябре 2009 года получила итальянское гражданство. С 2000 по 2003 годы снималась в сериале «L'ariamara» на Telenorba. В 2019 году вела работу совместно с DJ Jump над альбомом «Back To The Feat», исполнив песню «Te Iubesc La Rasarit». В том же году в качестве гостя и соведущей участвовала в воскресной передаче «Con te sulla spiaggia» Даниэле Флоро на радиостанции Canale 100. 31 декабря 2019 года в городе Фано (Пезаро-э-Урбино) участвовала в новогоднем шоу.

## Дискография

### Студийные альбомы
| Название                   | Детали                                                       |
| -------------------------- | ------------------------------------------------------------ |
| Paula Mitrache in Haiducii | - Год: 2008 - Лейбл: Universo Spa - Формат: Digital download |

### Синглы
| Название                                                           | Год  | Топовая позиция | Топовая позиция | Топовая позиция | Топовая позиция | Топовая позиция | Топовая позиция | Топовая позиция | Топовая позиция | Топовая позиция | Топовая позиция | Сертификаты                                           | Альбом                     |
| Название                                                           | Год  | AUT             | DEN             | FRA             | GER             | ITA             | NED             | NOR             | SWE             | SWI             | US Sales        | Сертификаты                                           | Альбом                     |
| ------------------------------------------------------------------ | ---- | --------------- | --------------- | --------------- | --------------- | --------------- | --------------- | --------------- | --------------- | --------------- | --------------- | ----------------------------------------------------- | -------------------------- |
| "Dragostea din tei"                                                | 2004 | 1               | 7               | 2               | 2               | 1               | 4               | 4               | 1               | 2               | 60              | - IFPI AUT: Золотой - GLF: Золотой - SNEP: Серебряный | Paula Mitrache in Haiducii |
| "Mne s Toboy Horosho"                                              | 2004 | 33              | —               | —               | —               | 5               | —               | —               | —               | —               | —               |                                                       | Paula Mitrache in Haiducii |
| "I Need a Boyfriend"                                               | 2005 | —               | —               | —               | —               | —               | —               | —               | —               | —               | —               |                                                       | Paula Mitrache in Haiducii |
| "More 'N' More (I Love You)"                                       | 2005 | —               | —               | —               | —               | 8               | —               | —               | —               | —               | —               |                                                       | Paula Mitrache in Haiducii |
| "Boom Boom"                                                        | 2007 | —               | —               | —               | —               | —               | —               | —               | —               | —               | —               |                                                       | Внеальбомные синглы        |
| "Doobie Doobie"                                                    | 2009 | —               | —               | —               | —               | —               | —               | —               | —               | —               | —               |                                                       | Внеальбомные синглы        |
| "Mne Uzhe"                                                         | 2009 | —               | —               | —               | —               | —               | —               | —               | —               | —               | —               |                                                       | Внеальбомные синглы        |
| "—" означает, что сингл не попал в чарт или не издавался в стране. |      |                 |                 |                 |                 |                 |                 |                 |                 |                 |                 |                                                       |                            |

## Видео

### Официальные клипы
- Haiducii – Dragostea din tei (Original version)
- Haiducii – Dragostea din tei (Gabry Ponte Remix)
- Haiducii – I need a boyfriend
- Haiducii – Mne S toboy horosho (Gabry Ponte Remix)
- Haiducii – More 'n' More (I love you)

### Выступления вживую
- Haiducii – Dragostea din tei (CD Live, Italy)
- Haiducii – Dragostea din tei (Competition, France)
- Haiducii – Dragostea din tei (France)
- Haiducii – More 'n' More (I love you) (Italy)
- Haiducii – Dragostea din tei (Italy)
- Haiducii – Maria Maria (Germany)